# Proteína 77 (con repeticiones de WD)
La proteína 50 del metilosoma es una proteína que en los humanos está codificada por el gen WDR77 .

## Interacciones
Se ha demostrado que la proteína 77 que contiene repeticiones de WD interactúa con CTDP1 y la proteína arginina metiltransferasa 5.